# Ephippiochthonius anatolicus
Espèce
Synonymes
- Chthonius anatolicus Beier, 1969

Ephippiochthonius anatolicus est une espèce de pseudoscorpions de la famille des Chthoniidae.

## Distribution
Cette espèce se rencontre en Turquie et en Iran.

## Description
Les mâles mesurent de 1,7 à 1,8 mm et les femelles de 1,8 à 2 mm.

## Étymologie
Son nom d'espèce lui a été donné en référence au lieu de sa découverte, l'Anatolie.

## Publication originale
- (de) Max Beier, « Weitere Beiträge zur Kenntnis der Pseudoskorpione Anatoliens », Annalen des Naturhistorischen Museums in Wien, vol. 73,‎ novembre 1969, p. 189-198 (JSTOR 41781732, lire en ligne).